# Sicherheitsbehörde (Deutschland)
Sicherheitsbehörde ist in Deutschland ein uneinheitlich benutzter Begriff. Im allgemeinen Sprachgebrauch wird das Wort Sicherheitsbehörde für die Behörden verwendet, die öffentliche Sicherheit vor Gefahren schützen sollen. Sie wirken im Inland oder Ausland und sind sowohl repressiv (verfolgend) als auch präventiv (vorbeugend) tätig.
Sicherheitsbehörden im Sprachgebrauch sind:
- Bundesamt für Sicherheit in der Informationstechnik (BSI, präventiv)
- Bundesamt für Verfassungsschutz (BfV, präventiv)
- Polizei beim Deutschen Bundestag (BTPol, repressiv und präventiv)
- Bundespolizei (BPOL, repressiv und präventiv)
- Bundeskriminalamt (BKA, repressiv und präventiv)
- Zollkriminalamt (ZKA, im Bereich der Bundeszollverwaltung, als Teil der Generalzolldirektion, repressiv und präventiv)
- Bundesnachrichtendienst (BND, präventiv)
- Landesämter für Verfassungsschutz (LfV, präventiv) und entsprechende Dienststellen in den Ministerien (Berlin, Brandenburg, Mecklenburg-Vorpommern, Nordrhein-Westfalen, Rheinland-Pfalz, Schleswig-Holstein)
- Landespolizeien und Landeskriminalämter (LKA) (repressiv und präventiv)
- Militärischer Abschirmdienst (MAD, im Bereich der Bundeswehr, präventiv)
- Bundesamt für Logistik und Mobilität (BALM, repressiv und präventiv)

Weitere sicherheitsrelevante Behörden nach dem Haushaltsgesetz sind:
- Bundesanstalt Technisches Hilfswerk[1]

## Aufgaben und Befugnisse
Von den genannten Behörden haben das Bundeskriminalamt, die Bundespolizei, die Landespolizeien und das Zollkriminalamt polizeiliche Befugnisse. Die Landesbehörden für Verfassungsschutz, das Bundesamt für Verfassungsschutz, der Bundesnachrichtendienst und der Militärische Abschirmdienst haben keinerlei dieser Befugnisse. Sie sind als Nachrichtendienst vorbeugend tätig und dienen damit der Informationsbeschaffung und -auswertung in ihren jeweiligen Aufgabenbereichen. Für das Bundesamt für Verfassungsschutz sind die Einschränkungen u. a. in § 2 Abs. 1 Gesetz über die Zusammenarbeit des Bundes und der Länder in Angelegenheiten des Verfassungsschutzes und über das Bundesamt für Verfassungsschutz (BVerfSchG) (Verbot der Angliederung an eine polizeiliche Einrichtung) und § 8 Abs. 3 BVerfSchG (Verbot des Ersuchens um polizeiliche Amtshilfe für Maßnahmen, zu denen das Amt selbst nicht berechtigt ist). Die Länder haben für ihren Bereich ähnliche Regelungen. Das Bundesamt für Sicherheit in der Informationstechnik wird in erster Linie beratend für Behörden, Unternehmen und Bürger auf dem Gebiet der Verschlüsselung, des Computerschutzes und ähnlichen Bereichen tätig. Das Bundesamt für Güterverkehr, ab dem 1. Januar 2023 Bundesamt für Logistik und Mobilität (BALM) überwacht den Güterkraftverkehr und kann Maßnahmen wie Bußgelder (z. B. wegen Verletzung von Gefahrgutvorschriften oder mangelhafter Ladungssicherheit) oder die Stilllegung von Fahrzeugen verhängen.
Eine Zusammenarbeit der deutschen Sicherheitsbehörden wird wegen extremistischen und terroristischen Gefahren, von einigen Seiten für dringend erforderlich erachtet. Dafür wurde eigens das Gemeinsame Terrorismusabwehrzentrum gegründet, in dem etwa 160 Spezialisten der Sicherheitsbehörden des Bundes und der Länder in engem Schulterschluss kooperieren. Kritiker dieses Zentrums sehen die Gefahr einer Vermischung von Polizei- und Verfassungsschutzaufgaben. Die Trennung wurde wegen der schlechten Erfahrungen durch Machtfülle und Willkür der politischen Polizei (besonders Geheime Staatspolizei) zwischen 1933 und 1945 in Deutschland eingeführt.

## Sicherheitsbehörden in den Ländern
Im Freistaat Bayern haben Gemeinden, Landratsämter, Regierungen und das Staatsministerium des Innern, für Sport und Integration als Sicherheitsbehörden die Aufgabe, die öffentliche Sicherheit und Ordnung durch Abwehr von Gefahren und durch Unterbindung und Beseitigung von Störungen aufrechtzuerhalten (siehe Hauptartikel). Diese Behörden werden in anderen Ländern als Polizeibehörde (Baden-Württemberg, Bremen, Sachsen), Ordnungsbehörde (Berlin, Nordrhein-Westfalen) oder Ordnungsamt (Hessen) bezeichnet.
(unvollständig)
| Land und Bezeichnung der Sicherheitsbehörde im Landesgesetz | oberste Behörde                                                        | zentrale Behörden | Mittelbehörden                              | untere Behörden |
| ----------------------------------------------------------- | ---------------------------------------------------------------------- | --- | ------------------------------------------- | --- |
| Baden-Württemberg, Polizeibehörden                          | Innenministerium, zuständiges Fachministerium (oberste Polizeibehörde) | | Regierungspräsidien (Landespolizeibehörden) | untere Verwaltungsbehörde als Kreispolizeibehörde (Landkreise, Stadtkreise, Große Kreisstädte, Verwaltungsgemeinschaft), Gemeinde als Ortspolizeibehörde |
| Bayern, Sicherheitsbehörden                                 | Staatsministerium des Innern, für Sport und Integration                | | Regierungen                                 | Landratsämter, Verwaltungsgemeinschaften, kreisfreie Gemeinden, Gemeinden                                                                                |
| Nordrhein-Westfalen                                         | Innenministerium (oberste Polizeibehörde)                              | Landeskriminalamt (LKA), Landesamt für Zentrale Polizeiliche Dienste (LZPD NRW), Landesamt für Ausbildung, Fortbildung, und Personalangelegenheiten der Polizei (LAFP) |                                             | Kreispolizeibehörden, Polizeipräsidien (47 seit der POG-Reform vom 1. Januar 2007)                                                                       |